# 이수현 (만화가)
이수현(李秀顯, 1979년 6월 6일 ~ )은 대한민국의 만화가, 일러스트레이터, 캐릭터 디자이너이다.

## 주요 작품

### 만화 작화
- Nageonline A군 B양의 열혈체험기 - 경향게임즈, N-age online 공식 홈페이지 연재.
- 언밸런스 언밸런스[1] (글 : 임달영)
- 오니히메VS(鬼姫VS)[2][3] (글 : 임달영)

### 라이트노벨 삽화
- 유령왕 (글 : 임달영)

### 게임
- PLUS+ 내 기억속의 이름 - 일부 캐릭터 디자인
- ZERO 흐름의 원 - CG
- Scarred Gem 정령석의 구애
- 푸른 눈물 (靑い淚) - CG
- 계절의 신부 (季節の花嫁) - CG
- 실루엣 - CG